# Vid Jakopin
Vid Jakopin (ur. 2 stycznia 1988) – słoweński siatkarz, grający na pozycji przyjmującego, reprezentant kraju. W sezonie 2011/2012 grał w zespole AZS Politechnika Warszawska.

## Kariera
Jakopin karierę rozpoczął w słoweńskim klubie Astec Triglav. W maju 2009 roku podpisał dwuletni kontrakt z ACH Volley Bled. Już wówczas siatkarz znajdował się w szerokiej kadrze reprezentacji Słowenii seniorów. Zaliczał się też do głównych postaci młodzieżowej drużyny narodowej. Pod koniec sezonu dostał propozycje z kilku klubów PlusLigi oraz Włoch. Ostatecznie podpisał kontrakt z polską drużyną AZS Politechnika Warszawska. Pod koniec stycznia 2012 roku kontrakt z klubem został rozwiązany.

## Przebieg kariery
| Lata                      | Klub                        |
| ------------------------- | --------------------------- |
| 2007–2009                 | Astec Triglav               |
| 2009–2011                 | ACH Volley Bled             |
| 2011–2012 (do 26.01.2012) | AZS Politechnika Warszawska |

## Sukcesy klubowe
Puchar Słowenii:
- 2010, 2011

Liga Środkowoeuropejska - MEVZA:
- 2010, 2011

Mistrzostwo Słowenii:
- 2010, 2011

## Sukcesy reprezentacyjne
Igrzyska Śródziemnomorskie:
- 2009[5]

Liga Europejska:
- 2011